# 中宮
中宮（ちゅうぐう）は、日本の天皇の妻たちの呼称の一つ。

## 概要
本来「中宮」という言葉の意味は「皇后の住居」である。転じて、そこに住む皇后その人を指して「中宮」と呼ぶ。もとは漢語で、中国でも同様の意味に用いられていた。
中宮の意味は時代によって異なる。
1. 皇后・皇太后・太皇太后の総称。
2. 皇太夫人の別称。
3. 皇后の別称。
4. 中宮(一条朝より別称ではなく単独での呼称となる)。

## 皇后・皇太后・太皇太后
皇后と同じく皇太后・太皇太后も后位にあることから、その住居及びそこに住む本人の呼称として同様に「中宮」が用いられた。大宝律令では、皇后・皇太后・太皇太后の三者に一括して奉仕する官司として中務省に中宮職を設置することが規定された。

## 中宮＝皇太夫人の時代
大宝律令制定後、女性が天皇に即位することが続き、皇后が立てられることがなかったので、中宮職は実際には機能しない状態が続いた。唯一の男性天皇である文武天皇も、最高位の妻は夫人である藤原宮子であり、皇后を立てることはなかった。
しかるに、神亀元年（724年）に聖武天皇が即位すると、生母宮子を皇太夫人と称することとされたが、このとき中宮職が設置され、皇太夫人宮子に奉仕することになった。皇太后に準じる待遇で、皇后ではなかった母の権威を高めるために天皇がとった特別措置といえる。このとき后位にある者がほかに誰もいなかったために可能だった措置でもあった。中宮職に奉仕されていることに基づき、宮子が中宮と呼ばれることもあった。
その後、天平元年（729年）に夫人藤原安宿媛が皇后に立てられると、宮子に付置されている中宮職の扱いが問題となった。令の規定に従えば、中宮職は皇后安宿媛に付置されるべきである。しかし、天皇は、皇后のためには令外官として皇后宮職を新たに設置し、中宮職はそのまま皇太夫人宮子に奉仕を続けさせることを選んだ。宮子は孫の孝謙天皇が即位すると太皇太后の称号を贈られたが、そのまま天平勝宝6年（754年）の崩御まで継続して中宮職に奉仕された。一方、聖武の譲位にともなって皇太后となった安宿媛には、あらためて新設された皇太后宮職（紫微中台）が付置され、天平宝字4年（760年）の崩御まで、一貫して皇太后宮職に奉仕された。
この一連の経緯がその後の定例となり、皇后には皇后宮職、皇太后には皇太后宮職、太皇太后には太皇太后宮職、皇太夫人には中宮職がそれぞれ個別に設置されて奉仕に当たる体制ができあがった。ちなみに、太皇太后宮職の設置がはじめて史料的に確認できるのは貞観6年（864年）に太皇太后となった藤原順子のケースである。
中宮職が皇太夫人専属の官司となるのにともない、中宮もまたもっぱら皇太夫人の呼称として用いられることになった。宮子以後、淳仁天皇の生母当麻山背から醍醐天皇の養母藤原温子まで、7人の皇太夫人が現れたが、いずれも中宮職に奉仕された。そのうちの4人はその後さらに皇太后に転じているが、その際はあらためて皇太后宮職が設置されて奉仕している。

## 中宮＝皇后の時代
藤原温子が延喜7年（907年）に薨去すると、皇太夫人の地位に就く者は絶えた。淳和天皇の皇后正子内親王の立后以来約100年、その間6代の天皇はいずれも皇后を立てることがなかったが、延喜23年（923年）、醍醐天皇は女御藤原穏子を皇后に冊立し、久しぶりに皇后を復活させた。このとき、皇后宮職ではなく中宮職が設置されて穏子に付置されることになった。中宮職が皇后に付置された最初の例である。このときはじめて中宮は皇后の呼称となる。穏子は、醍醐天皇の崩御と自らが産んだ朱雀天皇の即位にともなって皇太后に、さらに朱雀が同母弟の村上天皇に譲位すると太皇太后に転じたが、その間一貫して中宮職に奉仕され、中宮と呼ばれた。中宮職が令の規定に従って運用された最初のケースである。しかし、同時に最後のケースともなった。それに続く、村上天皇の皇后藤原安子、冷泉天皇の皇后昌子内親王も中宮職に奉仕され、中宮と呼ばれた。
天禄4年（973年）に円融天皇が女御藤原媓子を皇后に立てるに際し、皇后昌子を皇太后に移したが、このとき皇太后宮職が復活され、昌子に奉仕することになった。媓子には中宮職が付置され、これ以降は、中宮職は完全に皇后専属の官司として定着する。中宮はもっぱら皇后の呼称となったのである。若くして死去した媓子に代わって皇后となった藤原遵子も同様に中宮職に奉仕され、中宮と呼ばれた。この時期には皇后宮職が設置されることはなかった。

## 中宮と皇后宮の並立の時代
永祚2年（990年）に藤原道隆の娘定子が一条天皇のもとに入内して女御となった。おりから道隆の父摂政兼家が死去し、新たに摂政となった道隆は自己の政治的立場を強化するためにも定子を皇后に立てることを望んだが、当時、皇后には円融の退位後も遵子がそのままとどまっており、皇太后には一条の生母藤原詮子が、太皇太后には冷泉の皇后だった昌子が就いていて、后位に空席はなかった。なんらかの罪を犯したり不祥事を起こしたりしたわけでもない者を后位から退けることは当然できなかった。しかし、道隆は、本来、皇后が「天子の嫡妻」（『令義解』による令の条文の解釈）であることから、現時点ではあくまで「上皇」円融天皇の妻である遵子を皇后にとどめたまま、在位の天皇の嫡妻である定子の立后に強引に踏み切った。同時に2人の皇后が並立する事態がはじめて生じたのである。このとき、遵子に付置されていた中宮職は定子に付置されることとされ、遵子にはあらためて皇后宮職が復活されて付置された。皇后が2人いることからその呼称の区別が問題となり、付置されている官司にちなみ、遵子を「皇后宮」と呼び、定子を「中宮」と呼ぶこととされた。
道隆の死去とその嫡男伊周の失脚により、藤原道長が最高権力者となると、定子は一条の第1皇子敦康親王の母でありながら、実家の没落により後ろ盾のない無力な皇后に転落してしまった。一方、道長は娘の彰子を一条に入内させ、まず女御とし、さらに皇后とすることを望んだ。一条は、伊周の失脚を嘆いて内裏を退出し出家していた定子をあえて再度入内させて世人の批判を浴びるほど定子を深く愛しており、彰子の立后には消極的であったが、長い逡巡の末、周囲の説得もあってついに道長の意向を受け入れた。長保2年（1000年）、遵子を詮子への院号宣下によって空席となっていた皇太后に移して皇太后宮職を付置し、定子には中宮職をあらためて皇后宮職を付置し、彰子が皇后に立てられて中宮職を付置された。定子は皇后宮、彰子は中宮と呼ばれた。これで、1人の天皇が2人の皇后を持つことができる先例が開かれることになった。
以後、皇后の定員は2名となり、一方を皇后宮、他方を中宮と呼ぶ慣行が確立した。ただし、つねに2名の皇后が存在していたわけではない。また、その後「天子の嫡妻」ではない女性に名誉称号として皇后の位を与える慣行も並行して行われるようになった。
皇后宮も中宮もその本質はあくまで皇后であり、両者の間に優劣や上下関係はない。ただ、班列（宮中の席次など）は皇后宮、中宮の順とされた。皇后宮と中宮との使い分けについても固定した明確なルールは存在しない。ただ、次のようなおおよその傾向を見出すことはできる。
- ある天皇が、妻のなかから最初に皇后を立てた場合、その皇后は中宮とされる。
- その天皇が、別の妻を2人目の皇后とする場合、1人目の皇后は皇后宮に移り、あとから皇后になった者が中宮とされる。
- 幼少の天皇の准母、すでに譲位した上皇の妻など「天子の嫡妻」の条件に当てはまらない皇后は皇后宮とされる。

これはあくまでもおおよその傾向であり、例外はいくつもある。後冷泉天皇の皇后藤原寛子は後冷泉の2人目の皇后であったが、立后に際しては1人目の皇后章子内親王がそのまま中宮にとどまり、寛子は皇后宮とされた。その後、章子が皇太后に転じたあとを受けて、皇后宮から中宮に移っている。堀河天皇の准母として皇后となった媞子内親王は「天子の嫡妻」ではなく、生涯独身であったが、中宮とされた。
南北朝時代以降、皇后の冊立が絶え、その間は皇后宮・中宮の呼称も用いられることがなかった。寛永元年（1624年）に至って、徳川秀忠の娘源和子が後水尾天皇の嫡妻として女御から皇后に立てられて、約300年ぶりに皇后が復活したが、このときの呼称は中宮であった。江戸時代にはほかに3人の皇后がいるが、すべて「天子の嫡妻」であり、いずれも中宮と呼ばれた。また、皇后が同時に2人立てられることは一切なくなり、皇后宮の呼称は用いられることはなかった。
明治元年（1868年）に皇后となった藤原美子も当初は中宮と呼ばれたが、翌年皇后宮と改められた。1889年制定の皇室典範には「中宮」の呼称は採りいれられなかったため、ここに中宮は廃絶し、美子が最後の中宮となった。同時に皇后の定員も1名に固定された。

## 中宮一覧
| 名         | 立后の根拠        | 出身                      | 在位 | 皇后宮・ 中宮の別 |
| ---------- | ----------------- | ------------------------- | --- | ----------------- |
| 藤原穏子   | 60代醍醐天皇妻    | 藤原基経女                | 延喜23年4月26日 - 承平元年11月28日 （923年5月14日 - 932年1月8日）                                                                   |                   |
| 藤原安子   | 62代村上天皇妻    | 藤原師輔女                | 天徳2年10月27日 - 応和4年4月29日 （958年12月10日 - 964年6月11日）                                                                   |                   |
| 昌子内親王 | 63代冷泉天皇妻    | 朱雀天皇女                | 康保4年9月4日 - 天禄4年7月1日 （967年10月9日 - 973年8月1日）                                                                        |                   |
| 藤原媓子   | 64代円融天皇妻    | 藤原兼通女                | 天禄4年7月1日 - 天元2年6月3日 （973年8月1日 - 979年6月29日）                                                                        |                   |
| 藤原遵子   | 64代円融天皇妻    | 藤原頼忠女                | 天元5年3月11日 - 長保2年2月25日 （982年4月7日 - 1000年4月2日）                                                                      | 中宮→皇后宮       |
| 藤原定子   | 66代一条天皇妻    | 藤原道隆女                | 永祚2年10月5日 - 長保2年2月25日 （990年10月26日 - 1000年）                                                                          | 中宮→皇后宮       |
| 藤原彰子   | 66代一条天皇妻    | 藤原道長女                | 長保2年2月25日 - 寛弘9年2月14日 （1000年4月2日 - 1012年3月9日）                                                                     |                   |
| 藤原妍子   | 67代三条天皇妻    | 藤原道長女                | 寛弘9年2月14日 - 寛仁2年10月16日 （1012年3月9日 - 1018年11月26日）                                                                  |                   |
| 藤原威子   | 68代後一条天皇妻  | 藤原道長女                | 寛仁2年10月16日 - 長元9年9月6日 （1018年11月26日 - 1036年9月28日）                                                                  |                   |
| 禎子内親王 | 69代後朱雀天皇妻  | 三条天皇女                | 長元10年2月13日 - 長元10年3月 （1037年3月2日 - 1037年）                                                                             | 中宮→皇后宮       |
| 藤原嫄子   | 69代後朱雀天皇妻  | 敦康親王女 藤原頼通養女   | 長元10年3月1日 - 長暦3年8月28日 （1037年3月20日 - 1039年9月19日）                                                                   |                   |
| 章子内親王 | 70代後冷泉天皇妻  | 後一条天皇女              | 永承元年7月10日 - 治暦4年4月17日 （1046年8月14日 - 1068年5月20日）                                                                  |                   |
| 藤原寛子   | 70代後冷泉天皇妻  | 藤原頼通女                | 治暦4年4月17日 - 延久元年7月3日 （1068年5月20日 - 1069年7月23日）                                                                   | 皇后宮→中宮       |
| 馨子内親王 | 71代後三条天皇妻  | 後一条天皇女              | 延久元年7月3日 - 延久6年 （1069年7月23日 - 1074年）                                                                                 | 中宮→皇后宮       |
| 藤原賢子   | 72代白河天皇妻    | 源顕房女 藤原師実養女     | 延久6年6月20日 - 応徳元年9月22日 （1074年7月16日 - 1084年10月24日）                                                                 |                   |
| 媞子内親王 | 73代堀河天皇准母  | 白河天皇女                | 寛治5年1月22日 - 寛治7年1月19日 （1091年2月13日 - 1093年2月17日）                                                                   |                   |
| 篤子内親王 | 73代堀河天皇妻    | 後三条天皇女              | 寛治7年2月22日 - 永久2年10月1日 （1093年3月21日 - 1114年10月30日）                                                                  |                   |
| 藤原璋子   | 74代鳥羽天皇妻    | 藤原公実女                | 永久6年1月26日 - 天治元年11月24日 （1118年2月18日 - 1124年12月31日）                                                                |                   |
| 藤原聖子   | 75代崇徳天皇妻    | 藤原忠通女                | 大治5年2月21日 - 永治元年12月27日 （1130年4月1日 - 1142年1月25日）                                                                  |                   |
| 藤原呈子   | 76代近衛天皇妻    | 藤原伊通女 藤原忠通養女   | 久安6年6月22日 - 久安6年3月14日 （1150年7月18日 - 1150年）                                                                          | 中宮→皇后宮       |
| 藤原忻子   | 77代後白河天皇妻  | 徳大寺公能女              | 保元元年10月27日 - 平治元年 （1156年12月11日 - 1159年）                                                                             | 中宮→皇后宮       |
| 姝子内親王 | 78代二条天皇妻    | 鳥羽天皇女                | 保元4年2月21日 - 応保2年2月5日 （1159年3月12日 - 1162年2月20日）                                                                    |                   |
| 藤原育子   | 78代二条天皇妻    | 徳大寺実能女 藤原忠通養女 | 応保2年2月19日 - 承安3年8月15日 （1162年3月6日 - 1173年9月23日）                                                                    | 中宮→皇后宮       |
| 平徳子     | 80代高倉天皇妻    | 平清盛女                  | 承安2年2月10日 - 養和元年11月25日 （1172年3月6日 - 1182年1月1日）                                                                   |                   |
| 藤原任子   | 82代後鳥羽天皇妻  | 九条兼実女                | 建久元年4月26日 - 正治2年6月28日 （1190年5月31日 - 1200年8月9日）                                                                   |                   |
| 藤原麗子   | 83代土御門天皇妻  | 藤原頼実女                | 元久2年7月11日 - 承元4年3月19日 （1205年7月28日 - 1210年4月14日）                                                                   |                   |
| 藤原立子   | 84代順徳天皇妻    | 九条良経女                | 承元5年1月22日 - 承久4年3月25日 （1211年2月7日 - 1222年5月7日）                                                                     |                   |
| 藤原有子   | 86代後堀河天皇妻  | 三条公房女                | 貞応2年2月25日 - 嘉禄2年7月29日 （1223年3月28日 - 1226年8月23日）                                                                   | 中宮→皇后宮       |
| 藤原長子   | 86代後堀河天皇妻  | 近衛家実女                | 嘉禄2年7月29日 - 寛喜元年4月18日 （1226年8月23日 - 1229年5月12日）                                                                  |                   |
| 藤原竴子   | 86代後堀河天皇妻  | 九条道家女                | 寛喜2年2月16日 - 貞永2年4月3日 （1230年3月31日 - 1233年5月13日）                                                                    |                   |
| 藤原姞子   | 88代後嵯峨天皇妻  | 西園寺実氏女              | 仁治3年8月9日 - 宝治2年6月18日 （1242年9月5日 - 1248年7月10日）                                                                     |                   |
| 藤原公子   | 89代後深草天皇妻  | 西園寺実氏女              | 康元2年1月29日 - 正元元年12月19日 （1257年2月14日 - 1260年2月1日）                                                                  |                   |
| 藤原佶子   | 90代亀山天皇妻    | 洞院実雄女                | 文応2年2月8日 - 弘長元年8月 （1261年3月10日 - 1261年9月）                                                                           | 中宮→皇后宮       |
| 藤原嬉子   | 90代亀山天皇妻    | 西園寺公相女              | 弘長元年8月20日 - 文永5年12月6日 （1261年9月16日 - 1269年1月9日）                                                                   |                   |
| 藤原鏱子   | 92代伏見天皇妻    | 西園寺実兼女              | 正応元年8月20日 - 永仁6年8月21日 （1288年9月17日 - 1298年9月27日）                                                                  |                   |
| 藤原忻子   | 94代後二条天皇妻  | 徳大寺公孝女              | 嘉元元年9月24日 - 延慶3年12月19日 （1303年11月4日 - 1311年1月9日）                                                                  |                   |
| 藤原禧子   | 96代後醍醐天皇妻  | 西園寺実兼女              | 元応元年8月7日 - 正慶元年5月20日 （1319年9月21日 - 1332年6月13日） 元弘3年6月5日 - 元弘3年7月11日 （1333年7月17日 - 1333年8月21日） |                   |
| 珣子内親王 | 96代後醍醐天皇妻  | 後伏見天皇女              | 元弘3年12月7日 - 建武4年1月16日 （1334年1月13日 - 1337年2月17日）                                                                   |                   |
| 藤原氏     | 98代長慶天皇妻    | 西園寺公重女              | 建徳2年9月末以降 - 弘和3年3月以降 （1371年11月以降 - 1383年4月以降）                                                                |                   |
| 源和子     | 108代後水尾天皇妻 | 徳川秀忠女                | 寛永元年11月28日 - 寛永6年11月9日 （1625年1月7日 - 1629年12月23日）                                                                 |                   |
| 藤原房子   | 112代霊元天皇妻   | 鷹司教平女                | 天和3年2月14日 - 貞享4年3月25日 （1683年3月12日 - 1687年5月6日）                                                                    |                   |
| 幸子女王   | 113代東山天皇妻   | 有栖川宮幸仁親王女        | 宝永5年2月27日 - 宝永7年3月21日 （1708年4月17日 - 1710年4月19日）                                                                   |                   |
| 欣子内親王 | 119代光格天皇妻   | 後桃園天皇女              | 寛政6年3月7日 - 文政3年3月14日 （1794年4月6日 - 1820年4月26日）                                                                     |                   |
| 一条美子   | 122代明治天皇妻   | 一条忠香女                | 明治元年12月28日 - 明治2年7月8日 （1869年2月9日 - 1869年8月15日）                                                                   | 中宮→皇后宮       |

## 中宮と皇后・皇太后・上皇后・太皇太后一覧表
| 表示 年月日                        | 中宮       | 皇后       | 皇太后 上皇后 | 太皇太后   |  |
| ---------------------------------- | ---------- | ---------- | ------------- | ---------- |  |
| 天平元年8月10日（729年9月7日）     |            | 藤原安宿媛 |               |            |  |
| 天平勝宝元年7月以降（749年）       |            |            | 藤原安宿媛    | 藤原宮子   |  |
| 天平勝宝6年7月19日（754年8月11日） |            |            | 藤原安宿媛    |            |  |
| 天平宝字4年6月7日（760年7月27日）  |            |            |               |            |  |
| 宝亀元年11月6日（770年11月27日）   |            | 井上内親王 |               |            |  |
| 宝亀3年3月2日（772年4月9日）       |            |            |               |            |  |
| 延暦2年4月18日（783年5月23日）     |            | 藤原乙牟漏 |               |            |  |
| 延暦9年閏3月10日（790年4月28日）   |            |            |               |            |  |
| 弘仁6年7月13日（815年8月21日）     |            | 橘嘉智子   |               |            |  |
| 弘仁14年4月23日（823年6月5日）     |            |            | 橘嘉智子      |            |  |
| 天長4年2月26日（827年3月26日）     |            | 正子内親王 | 橘嘉智子      |            |  |
| 天長10年3月2日（833年3月26日）     |            |            | 正子内親王    | 橘嘉智子   |  |
| 嘉祥3年5月4日（850年6月17日）      |            |            | 正子内親王    |            |  |
| 仁寿4年4月26日（854年5月30日）     |            |            | 藤原順子      | 正子内親王 |  |
| 貞観6年1月7日（864年2月21日）      |            |            | 藤原明子      | 藤原順子   |  |
| 貞観13年9月28日（871年11月14日）   |            |            | 藤原明子      |            |  |
| 元慶6年1月7日（882年2月2日）       |            |            | 藤原高子      | 藤原明子   |  |
| 寛平8年9月22日（896年11月5日）     |            |            |               | 藤原明子   |  |
| 寛平9年7月26日（897年8月31日）     |            |            | 班子女王      | 藤原明子   |  |
| 昌泰3年4月1日（900年5月2日）       |            |            |               | 藤原明子   |  |
| 昌泰3年5月23日（900年6月22日）     |            |            |               |            |  |
| 延喜23年4月26日（923年5月14日）    | 藤原穏子   |            |               |            |  |
| 承平元年11月28日（932年1月8日）    |            |            | 藤原穏子      |            |  |
| 天慶9年4月26日（946年6月3日）      |            |            |               | 藤原穏子   |  |
| 天暦8年1月4日（954年2月9日）       |            |            |               |            |  |
| 天徳2年10月27日（958年12月10日）   | 藤原安子   |            |               |            |  |
| 応和4年4月29日（964年6月11日）     |            |            |               |            |  |
| 康保4年9月4日（967年10月9日）      | 昌子内親王 |            |               |            |  |
| 天禄4年7月1日（973年8月1日）       | 藤原媓子   |            | 昌子内親王    |            |  |
| 天元2年6月3日（979年6月29日）      |            |            | 昌子内親王    |            |  |
| 天元5年3月11日（982年4月7日）      | 藤原遵子   |            | 昌子内親王    |            |  |
| 寛和2年7月5日（986年8月17日）      | 藤原遵子   |            | 藤原詮子      | 昌子内親王 |  |
| 永祚2年10月5日（990年10月26日）    | 藤原定子   | 藤原遵子   | 藤原詮子      | 昌子内親王 |  |
| 正暦2年9月16日（991年10月30日）    | 藤原定子   | 藤原遵子   |               | 昌子内親王 |  |
| 長保元年12月1日（1000年1月10日）   | 藤原定子   | 藤原遵子   |               |            |  |
| 長保2年2月25日（1000年4月2日）     | 藤原彰子   | 藤原定子   | 藤原遵子      |            |  |
| 長保2年12月16日（1001年1月13日）   | 藤原彰子   |            | 藤原遵子      |            |  |
| 寛弘9年2月14日（1012年3月9日）     | 藤原妍子   |            | 藤原彰子      | 藤原遵子   |  |
| 寛弘9年4月27日（1012年5月20日）    | 藤原妍子   | 藤原娍子   | 藤原彰子      | 藤原遵子   |  |
| 寛仁元年6月1日（1017年6月27日）    | 藤原妍子   | 藤原娍子   | 藤原彰子      |            |  |
| 寛仁2年1月7日（1018年2月1日）      | 藤原妍子   | 藤原娍子   |               | 藤原彰子   |  |
| 寛仁2年10月16日（1018年11月26日）  | 藤原威子   | 藤原娍子   | 藤原妍子      | 藤原彰子   |  |
| 万寿2年3月25日（1025年4月25日）    | 藤原威子   |            | 藤原妍子      | 藤原彰子   |  |
| 万寿3年1月19日（1026年2月15日）    | 藤原威子   |            | 藤原妍子      |            |  |
| 万寿4年9月14日（1027年10月16日）   | 藤原威子   |            |               |            |  |
| 長元9年9月6日（1036年9月28日）     |            |            |               |            |  |
| 長元10年2月13日（1037年3月2日）    | 禎子内親王 |            |               |            |  |
| 長元10年3月1日（1037年3月20日）    | 藤原嫄子   | 禎子内親王 |               |            |  |
| 長暦3年8月28日（1039年9月19日）    |            | 禎子内親王 |               |            |  |
| 永承元年7月10日（1046年8月14日）   | 章子内親王 | 禎子内親王 |               |            |  |
| 永承6年2月13日（1051年3月27日）    | 章子内親王 | 藤原寛子   | 禎子内親王    |            |  |
| 治暦4年4月17日（1068年5月20日）    | 藤原寛子   | 藤原歓子   | 章子内親王    | 禎子内親王 |  |
| 治暦5年2月17日（1069年3月18日）    | 藤原寛子   | 藤原歓子   | 章子内親王    |            |  |
| 延久元年7月3日（1069年7月23日）    | 馨子内親王 | 藤原歓子   | 藤原寛子      | 章子内親王 |  |
| 延久6年6月16日（1074年7月12日）    | 馨子内親王 | 藤原歓子   | 藤原寛子      |            |  |
| 延久6年6月20日（1074年7月16日）    | 藤原賢子   | 馨子内親王 | 藤原歓子      | 藤原寛子   |  |
| 応徳元年9月22日（1084年10月24日）  |            | 馨子内親王 | 藤原歓子      | 藤原寛子   |  |
| 寛治5年1月22日（1091年2月13日）    | 媞子内親王 | 馨子内親王 | 藤原歓子      | 藤原寛子   |  |
| 寛治7年1月19日（1093年2月17日）    |            | 馨子内親王 | 藤原歓子      | 藤原寛子   |  |
| 寛治7年2月22日（1093年3月21日）    | 篤子内親王 | 馨子内親王 | 藤原歓子      | 藤原寛子   |  |
| 寛治7年9月4日（1093年9月26日）     | 篤子内親王 |            | 藤原歓子      | 藤原寛子   |  |
| 康和4年8月17日（1102年9月30日）    | 篤子内親王 |            |               | 藤原寛子   |  |
| 嘉承2年12月1日（1108年1月15日）    | 篤子内親王 | 令子内親王 |               | 藤原寛子   |  |
| 永久2年10月1日（1114年10月30日）   |            | 令子内親王 |               | 藤原寛子   |  |
| 永久6年1月26日（1118年2月18日）    | 藤原璋子   | 令子内親王 |               | 藤原寛子   |  |
| 天治元年11月24日（1124年12月31日） |            | 令子内親王 |               | 藤原寛子   |  |
| 大治2年8月14日（1127年9月30日）    |            | 令子内親王 |               |            |  |
| 大治5年2月21日（1130年4月1日）     | 藤原聖子   | 令子内親王 |               |            |  |
| 長承3年3月19日（1134年4月15日）    | 藤原聖子   | 藤原泰子   |               | 令子内親王 |  |
| 保延5年7月28日（1139年8月24日）    | 藤原聖子   |            |               | 令子内親王 |  |
| 永治元年12月27日（1142年1月25日）  |            | 藤原得子   | 藤原聖子      | 令子内親王 |  |
| 天養元年4月21日（1144年5月25日）   |            | 藤原得子   | 藤原聖子      |            |  |
| 久安5年8月3日（1149年9月6日）      |            |            | 藤原聖子      |            |  |
| 久安6年2月27日（1150年3月27日）    |            |            |               |            |  |
| 久安6年3月14日（1150年4月13日）    |            | 藤原多子   |               |            |  |
| 久安6年6月22日（1150年7月18日）    | 藤原呈子   | 藤原多子   |               |            |  |
| 保元元年10月27日（1156年12月11日） | 藤原忻子   | 藤原呈子   | 藤原多子      |            |  |
| 保元3年2月3日（1158年3月5日）      | 藤原忻子   | 統子内親王 | 藤原呈子      | 藤原多子   |  |
| 保元4年2月13日（1159年3月4日）     | 藤原忻子   |            | 藤原呈子      | 藤原多子   |  |
| 保元4年2月21日（1159年3月12日）    | 姝子内親王 | 藤原忻子   | 藤原呈子      | 藤原多子   |  |
| 応保2年2月5日（1162年2月20日）     |            | 藤原忻子   | 藤原呈子      | 藤原多子   |  |
| 応保2年2月19日（1162年3月6日）     | 藤原育子   | 藤原忻子   | 藤原呈子      | 藤原多子   |  |
| 仁安3年3月14日（1168年4月30日）    | 藤原育子   | 藤原忻子   |               | 藤原多子   |  |
| 仁安3年3月20日（1168年5月6日）     | 藤原育子   | 藤原忻子   | 平滋子        | 藤原多子   |  |
| 仁安4年4月12日（1169年5月17日）    | 藤原育子   | 藤原忻子   |               | 藤原多子   |  |
| 承安2年2月10日（1172年3月6日）     | 平徳子     | 藤原育子   | 藤原忻子      | 藤原多子   |  |
| 承安3年8月15日（1173年9月23日）    | 平徳子     |            | 藤原忻子      | 藤原多子   |  |
| 養和元年11月25日（1182年1月1日）   |            |            | 藤原忻子      | 藤原多子   |  |
| 寿永元年8月14日（1182年9月13日）   |            | 亮子内親王 | 藤原忻子      | 藤原多子   |  |
| 文治3年6月28日（1187年8月4日）     |            |            | 藤原忻子      | 藤原多子   |  |
| 建久元年4月26日（1190年5月31日）   | 藤原任子   |            | 藤原忻子      | 藤原多子   |  |
| 建久9年3月3日（1198年4月10日）     | 藤原任子   | 範子内親王 | 藤原忻子      | 藤原多子   |  |
| 正治2年6月28日（1200年8月9日）     |            | 範子内親王 | 藤原忻子      | 藤原多子   |  |
| 建仁元年12月24日（1202年1月19日）  |            | 範子内親王 | 藤原忻子      |            |  |
| 元久2年7月11日（1205年7月28日）    | 藤原麗子   | 範子内親王 | 藤原忻子      |            |  |
| 建永元年9月2日（1206年10月5日）    | 藤原麗子   |            | 藤原忻子      |            |  |
| 承元2年8月8日（1208年9月19日）     | 藤原麗子   | 昇子内親王 | 藤原忻子      |            |  |
| 承元3年4月25日（1209年5月30日）    | 藤原麗子   |            | 藤原忻子      |            |  |
| 承元3年8月12日（1209年9月12日）    | 藤原麗子   |            |               |            |  |
| 承元4年3月19日（1210年4月14日）    |            |            |               |            |  |
| 承元5年1月22日（1211年2月7日）     | 藤原立子   |            |               |            |  |
| 承久3年12月1日（1222年1月14日）    | 藤原立子   | 邦子内親王 |               |            |  |
| 承久4年3月25日（1222年5月7日）     |            | 邦子内親王 |               |            |  |
| 貞応2年2月25日（1223年3月28日）    | 藤原有子   | 邦子内親王 |               |            |  |
| 貞応3年8月4日（1224年9月18日）     | 藤原有子   |            |               |            |  |
| 嘉禄2年7月29日（1226年8月23日）    | 藤原長子   | 藤原有子   |               |            |  |
| 嘉禄3年2月20日（1227年3月9日）     | 藤原長子   |            |               |            |  |
| 寛喜元年4月18日（1229年5月12日）   |            |            |               |            |  |
| 寛喜2年2月16日（1230年3月31日）    | 藤原竴子   |            |               |            |  |
| 貞永2年4月3日（1233年5月13日）     |            |            |               |            |  |
| 天福元年6月20日（1233年7月28日）   |            | 利子内親王 |               |            |  |
| 延応元年11月12日（1239年12月8日）  |            |            |               |            |  |
| 仁治3年8月9日（1242年9月5日）      | 藤原姞子   |            |               |            |  |
| 宝治2年6月18日（1248年7月10日）    |            |            |               |            |  |
| 宝治2年8月8日（1248年8月27日）     |            | 曦子内親王 |               |            |  |
| 建長3年3月27日（1251年4月19日）    |            |            |               |            |  |
| 康元2年1月29日（1257年2月14日）    | 藤原公子   |            |               |            |  |
| 正元元年12月19日（1260年2月1日）   |            |            |               |            |  |
| 文応2年2月8日（1261年3月10日）     | 藤原佶子   |            |               |            |  |
| 弘長元年8月20日（1261年9月16日）   | 藤原嬉子   | 藤原佶子   |               |            |  |
| 文永5年12月6日（1269年1月9日）     |            | 藤原佶子   |               |            |  |
| 文永9年8月9日（1272年9月2日）      |            |            |               |            |  |
| 弘安8年8月19日（1285年9月19日）    |            | 姈子内親王 |               |            |  |
| 正応元年8月20日（1288年9月17日）   | 藤原鏱子   | 姈子内親王 |               |            |  |
| 正応4年8月12日（1291年9月6日）     | 藤原鏱子   |            |               |            |  |
| 永仁6年8月21日（1298年9月27日）    |            |            |               |            |  |
| 嘉元元年9月24日（1303年11月4日）   | 藤原忻子   |            |               |            |  |
| 延慶3年12月19日（1311年1月9日）    |            |            |               |            |  |
| 文保3年3月27日（1319年4月18日）    |            | 奨子内親王 |               |            |  |
| 元応元年8月7日（1319年9月21日）    | 藤原禧子   | 奨子内親王 |               |            |  |
| 元応元年11月15日（1319年12月27日） | 藤原禧子   |            |               |            |  |
| 正慶元年5月20日（1332年6月13日）   |            |            |               |            |  |
| 元弘3年6月5日（1333年7月17日）     | 藤原禧子   |            |               |            |  |
| 元弘3年7月11日（1333年8月21日）    |            |            | 藤原禧子      |            |  |
| 元弘3年10月12日（1333年11月19日）  |            |            |               |            |  |
| 元弘3年12月7日（1334年1月13日）    | 珣子内親王 |            |               |            |  |
| 建武4年1月16日（1337年2月17日）    |            |            |               |            |  |
| 暦応2年（1339年）10月以降?         |            |            | 藤原廉子      |            |  |
| 天平21年（1366年）1月              |            | 近衛勝子   |               |            |  |
| 天平25年（1370年）3月              |            |            | 近衛勝子      |            |  |
| 建徳2年9月末以降（1371年11月以降） | 藤原氏     |            | 近衛勝子      |            |  |
| 寛永元年11月28日（1625年1月7日）   | 源和子     |            |               |            |  |
| 寛永6年11月9日（1629年12月23日）   |            |            |               |            |  |
| 天和3年2月14日（1683年3月12日）    | 藤原房子   |            |               |            |  |
| 貞享4年3月25日（1687年5月6日）     |            |            |               |            |  |
| 宝永5年2月27日（1708年4月17日）    | 幸子女王   |            |               |            |  |
| 宝永7年3月21日（1710年4月19日）    |            |            |               |            |  |
| 延享4年5月27日（1747年7月4日）     |            |            | 二条舎子      |            |  |
| 寛延3年6月26日（1750年7月29日）    |            |            |               |            |  |
| 明和8年5月9日（1771年6月21日）     |            |            | 一条富子      |            |  |
| 明和8年7月9日（1771年8月19日）     |            |            |               |            |  |
| 安永10年3月15日（1781年4月8日）    |            |            | 近衛維子      |            |  |
| 天明3年10月12日（1783年11月6日）   |            |            |               |            |  |
| 寛政6年3月7日（1794年4月6日）      | 欣子内親王 |            |               |            |  |
| 文政3年3月14日（1820年4月26日）    |            |            | 欣子内親王    |            |  |
| 天保12年閏1月22日（1841年3月14日） |            |            |               |            |  |
| 弘化4年3月14日（1847年4月28日）    |            |            | 鷹司祺子      |            |  |
| 弘化4年10月13日（1847年11月20日）  |            |            |               |            |  |
| 慶應4年3月18日（1868年4月10日）    |            |            | 九条夙子      |            |  |
| 明治元年12月28日（1869年2月9日）   | 一条美子   |            | 九条夙子      |            |  |
| 明治2年7月8日（1869年8月15日）     |            | 一条美子   | 九条夙子      |            |  |
| 明治30年（1897年）1月11日          |            | 一条美子   |               |            |  |
| 明治45年（1912年）7月30日          |            | 九条節子   | 一条美子      |            |  |
| 大正3年（1914年）4月9日            |            | 九条節子   |               |            |  |
| 大正15年（1926年）12月25日         |            | 良子女王   | 九条節子      |            |  |
| 昭和26年（1951年）5月17日          |            | 良子女王   |               |            |  |
| 昭和64年（1989年）1月7日           |            | 正田美智子 | 良子女王      |            |  |
| 平成12年（2000年）6月16日          |            | 正田美智子 |               |            |  |
| 令和元年（2019年）5月1日           |            | 小和田雅子 | 正田美智子    |            |  |